# Li Ting
Li Ting (Wuhan, província de Hubei, Xina, 5 de gener de 1980) és una jugadora de tennis de la República Popular Xina.
Graduada en Ciències i Tecnologia per la Universitat de Huazhong l'any 2002.
Com a jugadora de dobles femení, Li Ting ha aconseguit grans èxits, guanyant vint-i-sis títols de l'ITF i set títols més de la WTA fins al mes de març del 2006.
Li Ting va competir als Jocs Olímpics d'Atenes 2004. Va derrotar a la parella espanyola (Virginia Ruano i Conchita Martínez) a la final i guanyà la medalla d'or de dobles de tenis femení fent parella amb Sun Tiantian.